# Sutton (Virgínia Ocidental)
Sutton é uma cidade  localizada no estado norte-americano de Virgínia Ocidental, no Condado de Braxton.

## Demografia
Segundo o censo norte-americano de 2000, a sua população era de 1011 habitantes.
Em 2006, foi estimada uma população de 990, um decréscimo de 21 (-2.1%).

## Geografia
De acordo com o United States Census Bureau tem uma área de
2,1 km², dos quais 2,1 km² cobertos por terra e 0,0 km² cobertos por água. Sutton localiza-se a aproximadamente 325 m acima do nível do mar.

## Localidades na vizinhança
O diagrama seguinte representa as localidades num raio de 32 km ao redor de Sutton.